# Championnat de Côte d'Ivoire de football de deuxième division
Le championnat de Côte d'Ivoire de football 2 a été créé en 1960. La  Ligue 2 autrefois appelé division 2 (1960-2004) et Ligue 2 Orange (2005-2007) est une compétition annuelle mettant aux prises 24 clubs de football en Côte d'Ivoire.
Les clubs sont répartis en 2 poules de 12 clubs. Les quatre derniers sont relégués en 3e division, tandis que les vainqueurs de la Poule Abidjan et la Poule intérieur sont promus en MTN Ligue 1. En 2007, l'ASC Ouragahio vainqueur de la poule intérieure et l'USC Bassam vainqueur de la poule Abidjan, sont montés en MTN Ligue 1.

## Palmarès
Nous avons que ces informations à partir de cette date.
| Saison  | Champion               | Vice-champion          |
| ------- | ---------------------- | ---------------------- |
| 1997    | USC Bassam             | Alliance Bouaké        |
| 1998    | RC Daloa               | Satellite FC           |
| 1999    | JC Abidjan             | Toumodi FC             |
| 2000    | RC Daloa               | CO Bouaflé             |
| 2001    | Stella d'Adjamé        | Rio Sports             |
| 2002    | ES Bingerville         | SO Armée               |
| 2003    | Denguelé Sports        | Séwé Sports            |
| 2004    | Issia Wazy             | SC Gagnoa              |
| 2005    | EFYM                   | Lakota FC              |
| 2006    | SO Armée               | Lagoké Daloa           |
| 2007    | USC Bassam             | ASC Ouragahio          |
| 2008    | Séwé Sports            | EFYM                   |
| 2009    | AFAD Djékanou          | Hiré FC                |
| 2010    | Adzopé FC              | ASI Abengourou         |
| 2011    | ES Bingerville         | EFYM                   |
| 2012    | SC Gagnoa              | CO Korhogo             |
| 2012-13 | CO Bouaflé             | AS Tanda               |
| 2013-14 | Bouaké FC              | Stade d'Abidjan        |
| 2014-15 | Yopougon FC            | Moossou FC             |
| 2015-16 | WAC                    | FC San-Pédro           |
| 2016-17 | USC Bassam             | Bouaké FC              |
| 2017-18 | RC Abidjan             | LYS Sassandra          |
| 2018-19 | Sol FC d'Abobo         | Issia Wazy             |
| 2019-20 | Compétition abandonnée | Compétition abandonnée |
| 2020-21 | LYS Sassandra          | CO Korhogo             |
| 2021-22 | Stade d'Abidjan        | AS Denguelé            |

## Classement
| Rang | Club            | Titres                  |
| ---- | --------------- | ----------------------- |
| 1    | USC Bassam      | 3 (1997, 2007, 2016-17) |
| 2    | ES Bingerville  | 2 (2002,2011)           |
| 2    | RC Daloa        | 2 (1998, 2000)          |
| 4    | WAC             | 1 (2015-16)             |
| 4    | Yopougon FC     | 1 (2014-15)             |
| 4    | Bouaké FC       | 1 (2013-14)             |
| 4    | CO Bouaflé      | 1 (2012-13)             |
| 4    | SC Gagnoa       | 1 (2012)                |
| 4    | Adzopé FC       | 1 (2010)                |
| 4    | AFAD Djékanou   | 1 (2009)                |
| 4    | Séwé Sports     | 1 (2008)                |
| 4    | SO Armée        | 1 (2006)                |
| 4    | EFYM            | 1 (2005)                |
| 4    | Issia Wazy      | 1 (2004)                |
| 4    | Denguelé Sports | 1 (2003)                |
| 4    | Stella d'Adjamé | 1 (2001)                |
| 4    | JC Abidjan      | 1 (1999)                |
| 4    | Sol FC d'Abobo  | 1 (2019)                |
| 4    | LYS Sassandra   | 1 (2021)                |
| 4    | Stade d'Abidjan | 1 (2022)                |